# I due violenti
I due violenti è un film del 1964 diretto da Primo Zeglio, accreditato con lo pseudonimo "Anthony Greepy".

## Trama
Cassidy, accusato di omicidio, è fuggito di prigione. Il suo amico ranger, Logan riesce a catturarlo: nel corso del viaggio di ritorno, i due vengono attaccati da una banda di ladri di bestiame, Approfittando dalla confusione, Cassidy fa perdere le sue tracce per cercare chi lo ha incastrato.

## Critica
(Leo Pestelli)